# حديقة والدو (أوريغون)

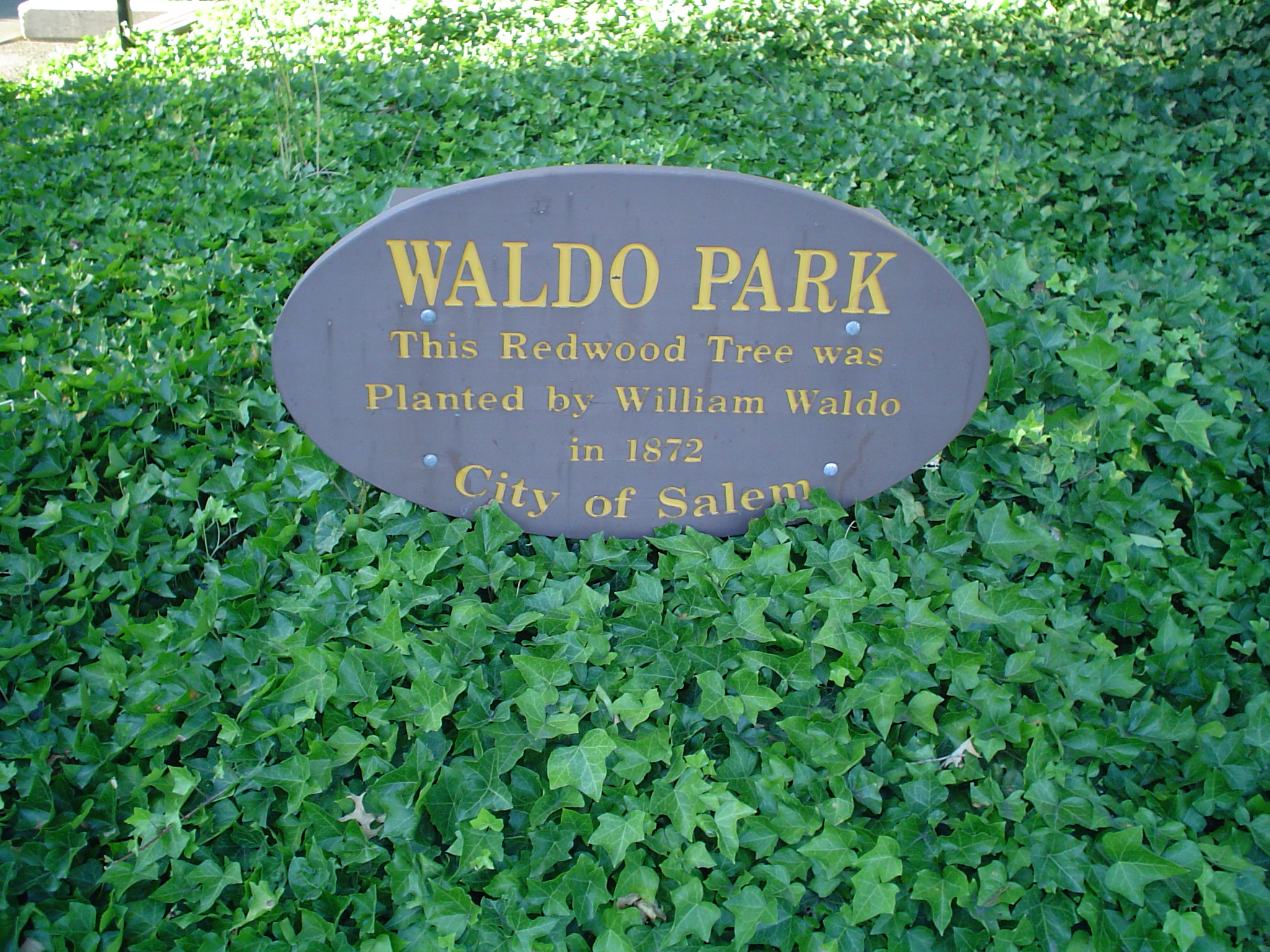
حديقة والدو

حديقة والدو بارك هي حديقة بلدية تقع في وسط مدينة سالم بولاية أوريغون بالولايات المتحدة . إنها واحدة من أصغر حدائق المدن في العالم ، حيث تبلغ مساحتها 12 by 20 قدم (3.7 by 6.1 م) . تتكون الحديقة من سيكويا عملاقة (واحدة من أكبر أنواع الأشجار في العالم) محاطة بالمناظر الطبيعية ومعلمة بلوحة وعلامة.

## تاريخها
تم تسمية الحديقة باسم المحامي والقاضي ويليام والدو من القرن التاسع عشر في مقاطعة ماريون ، الذي زرع الشجرة في ممتلكاته في عام 1872. باع والدو لاحقًا ممتلكاته للمدينة ، بشرط الحفاظ على الشجرة. في عام 1936 ، تم تحويل الشجرة إلى حديقة بالمدينة نتيجة لنشاط أمهات الحرب الأمريكية ، بدعم من مواطني سالم البارزين.
تقع الشجرة عند تقاطع شوارع يونيون و Summer ، مع شارع Summer ، وهو طريق رئيسي في سايلم ، وقد تم تقليل عرضها مؤقتًا لإفساح المجال للشجرة. يصل ارتفاع الشجرة حاليًا إلى 82 قدم (25 م) . إنها شجرة تراث ولاية أوريغون المعينة.

## معرض الصور

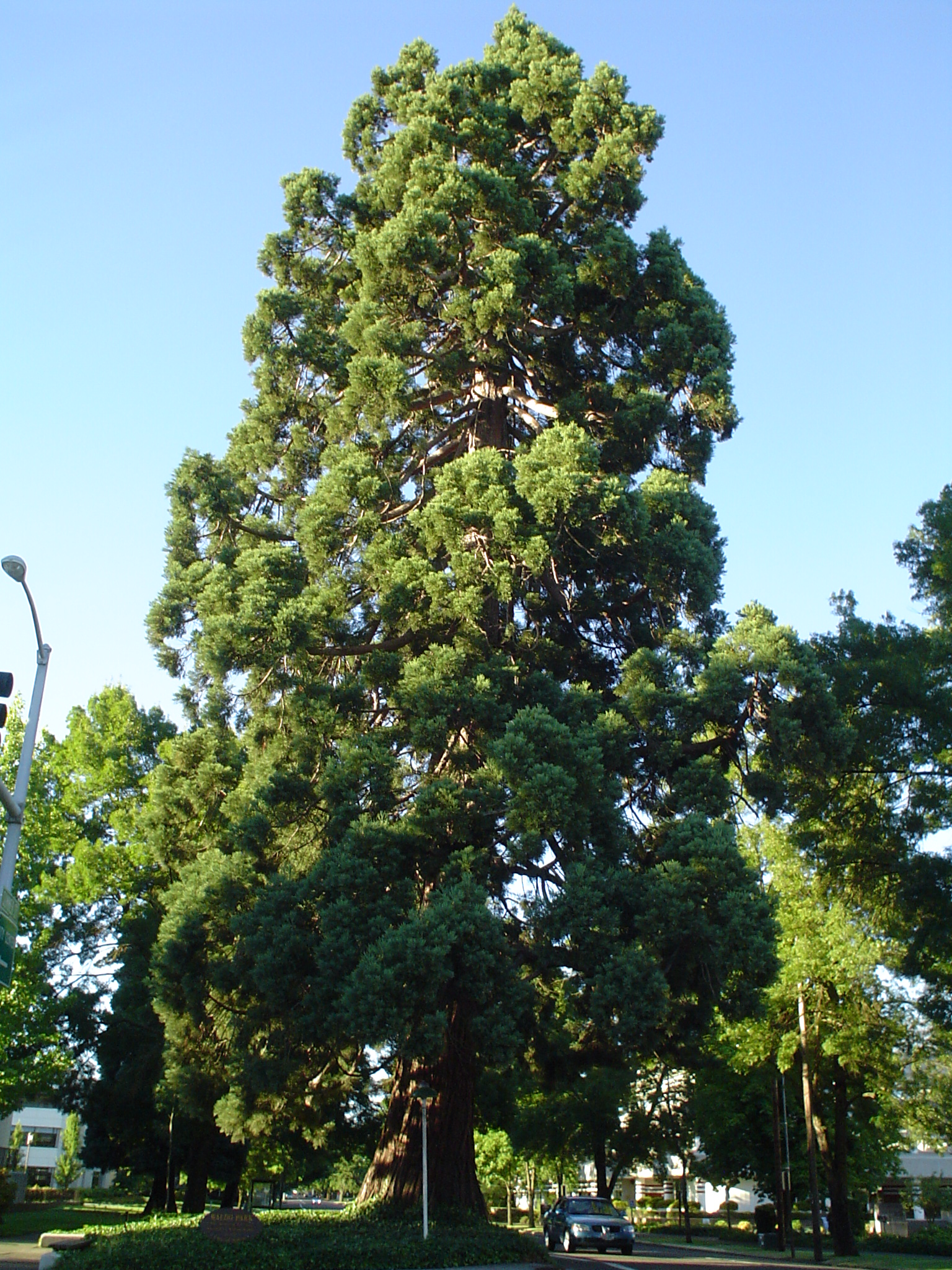
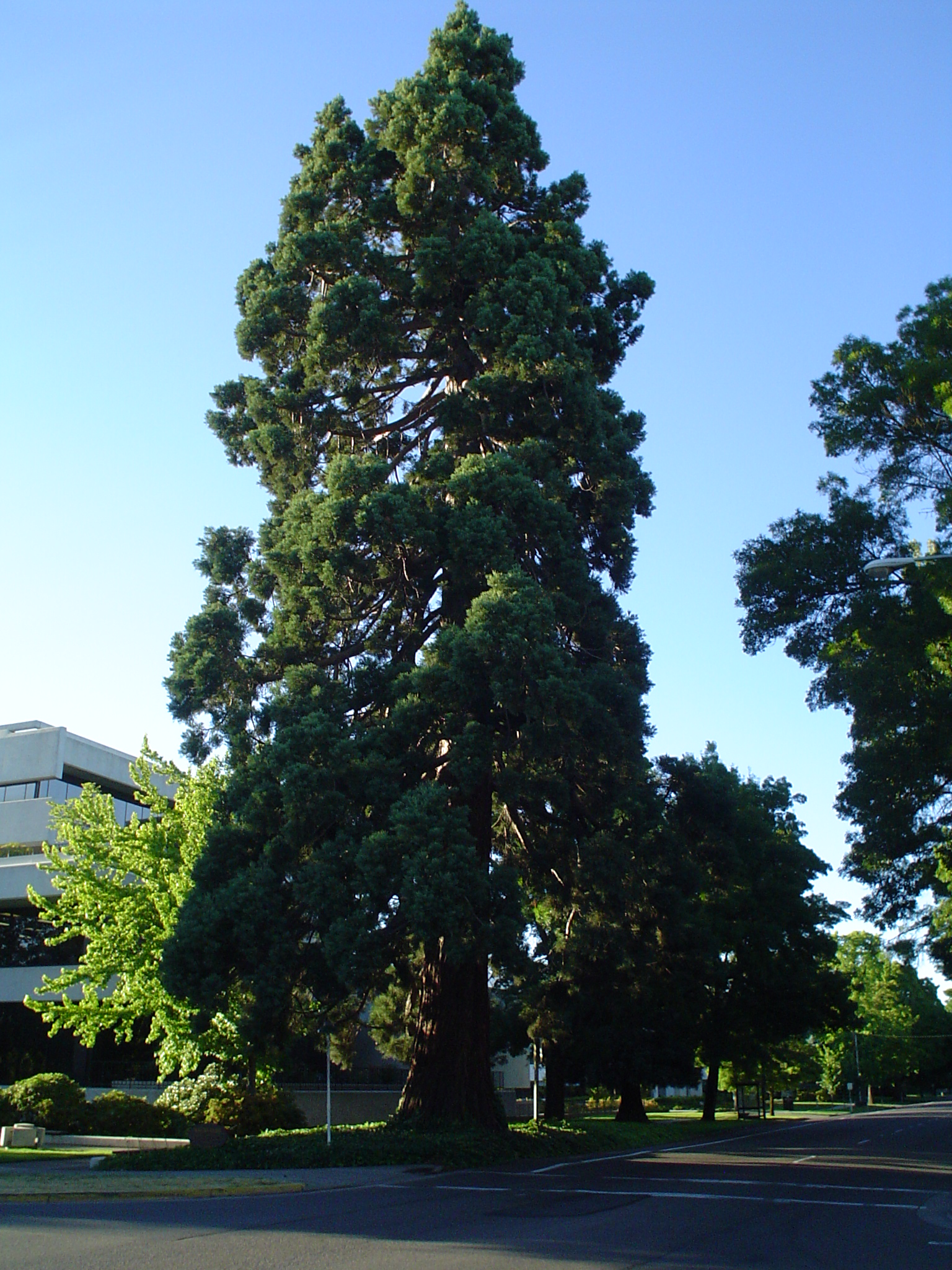
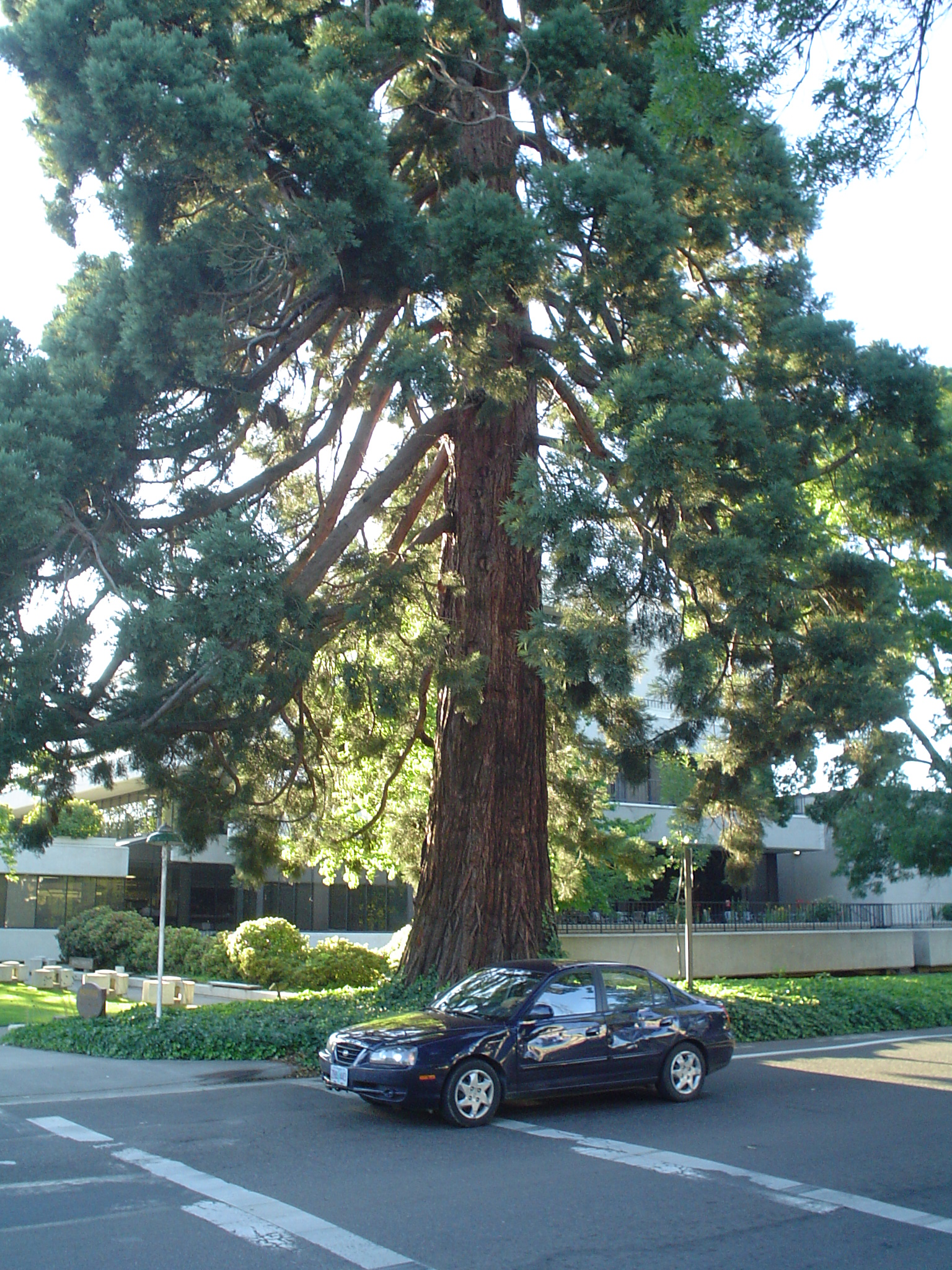
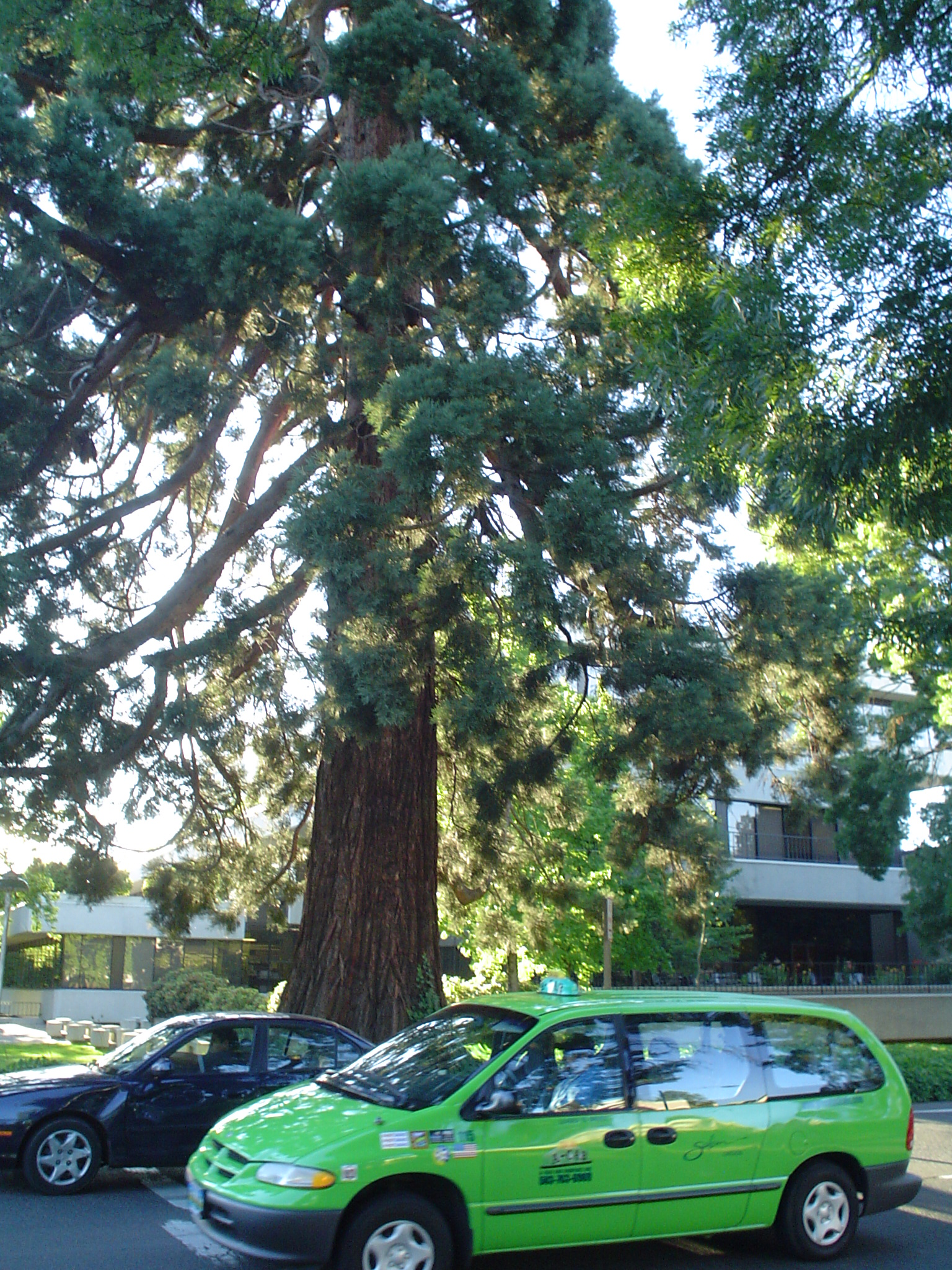
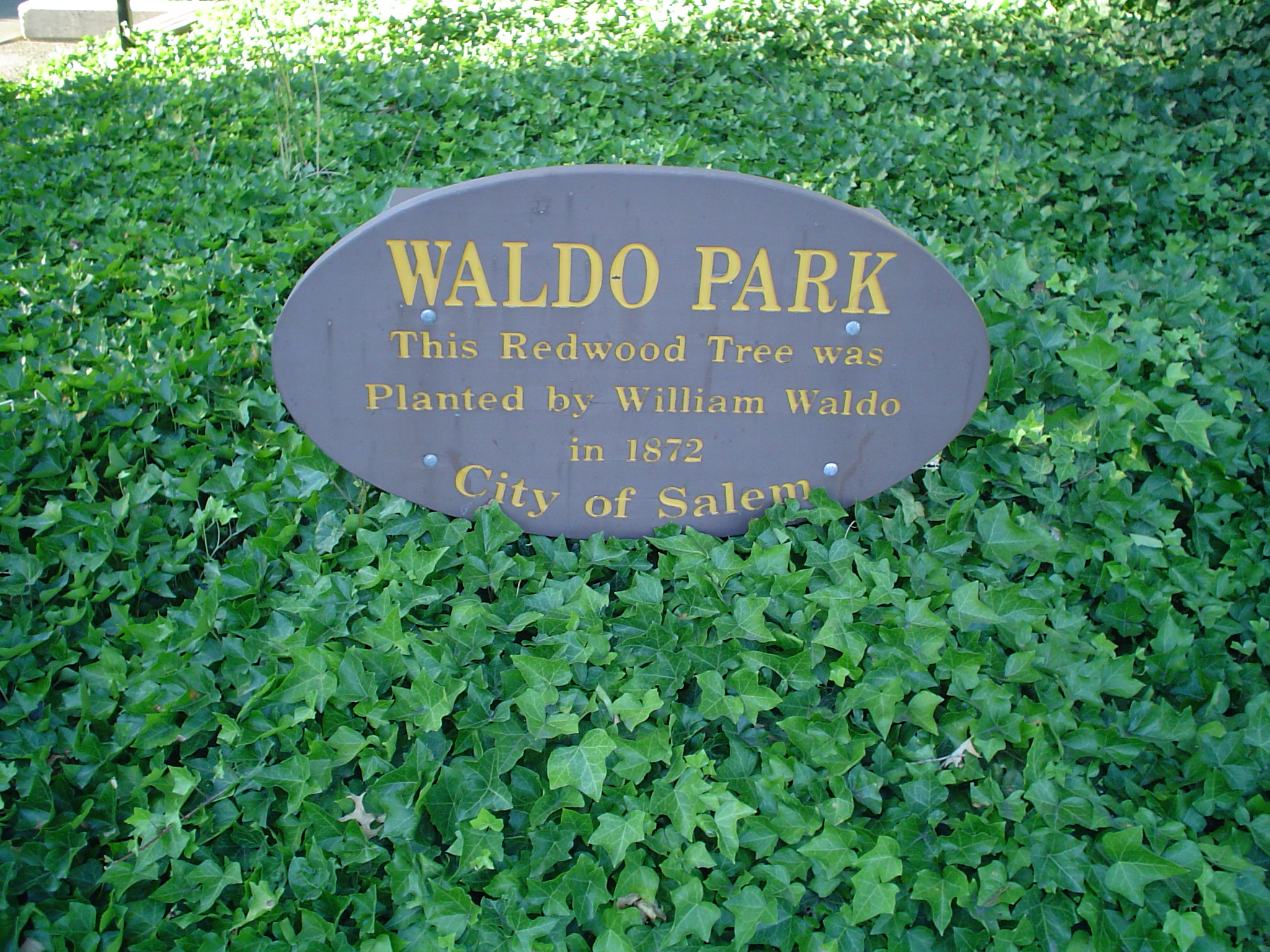
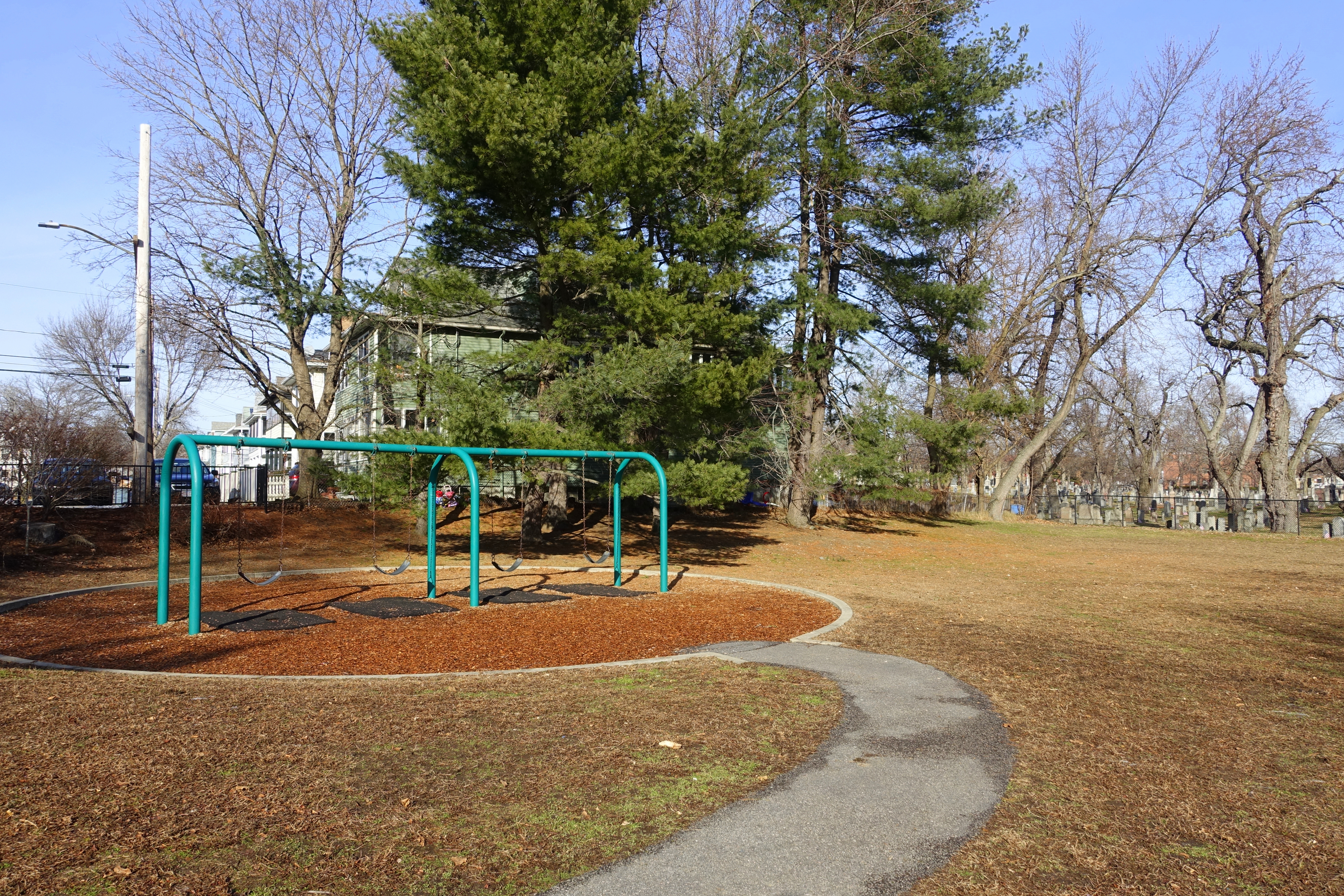
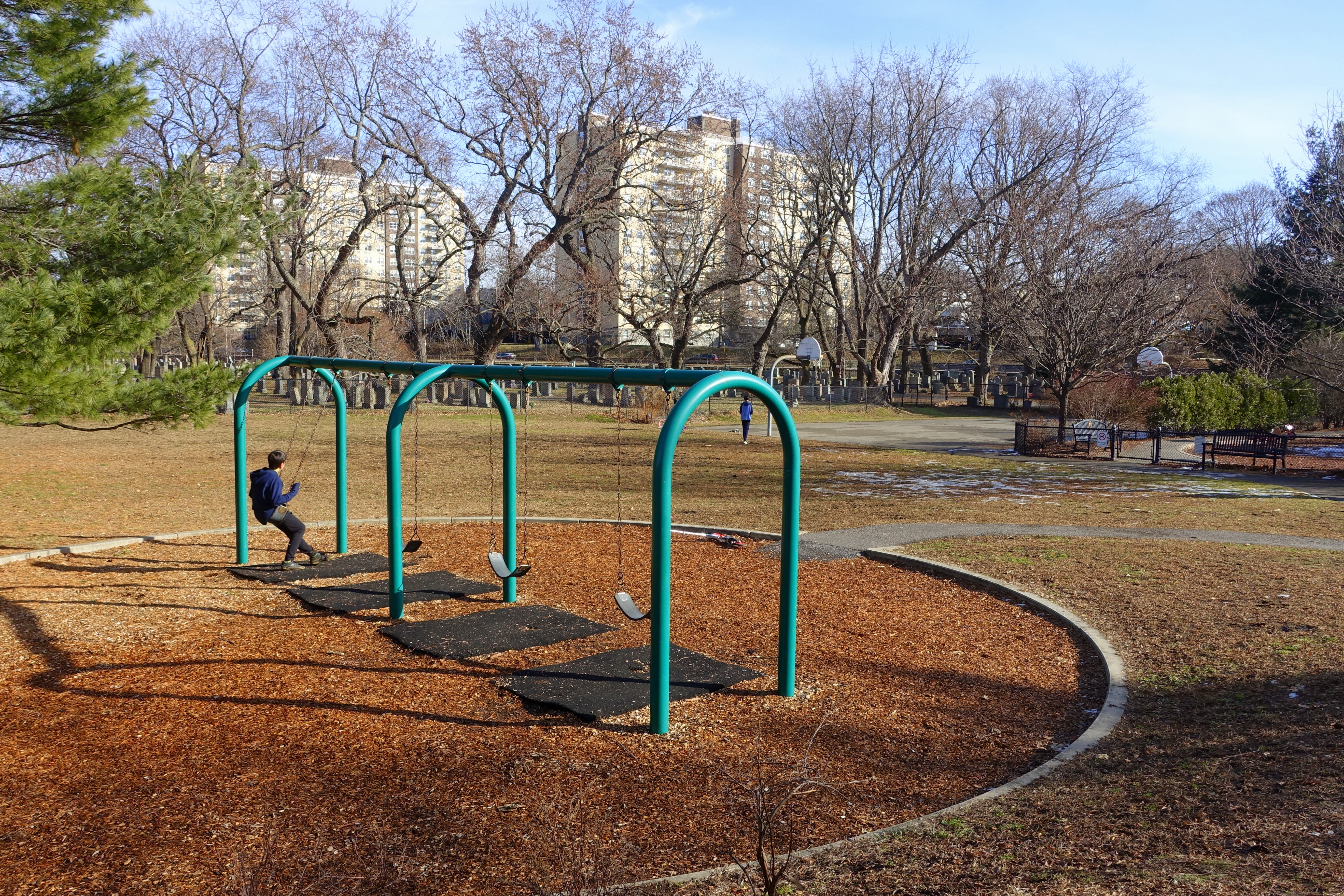
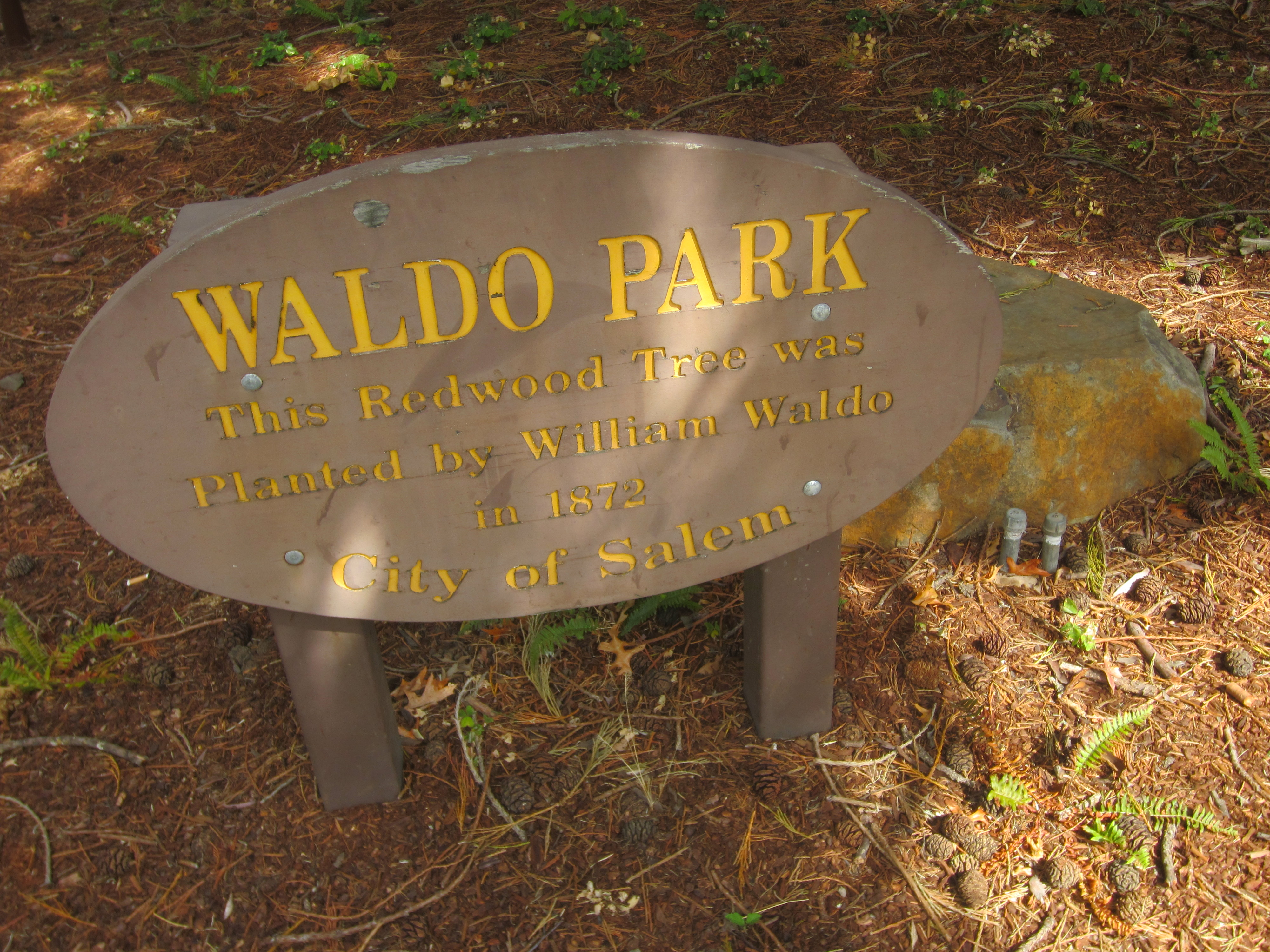
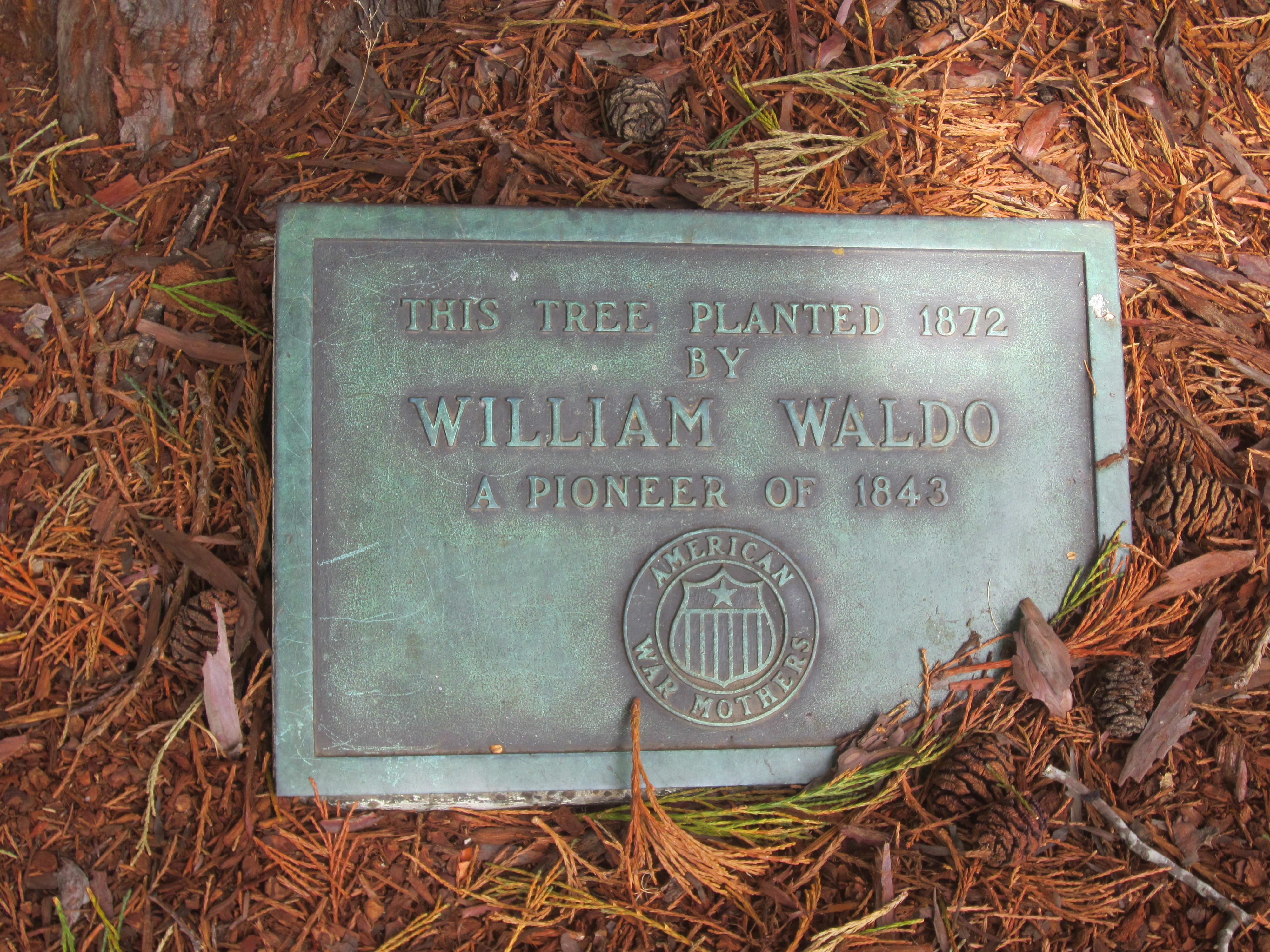
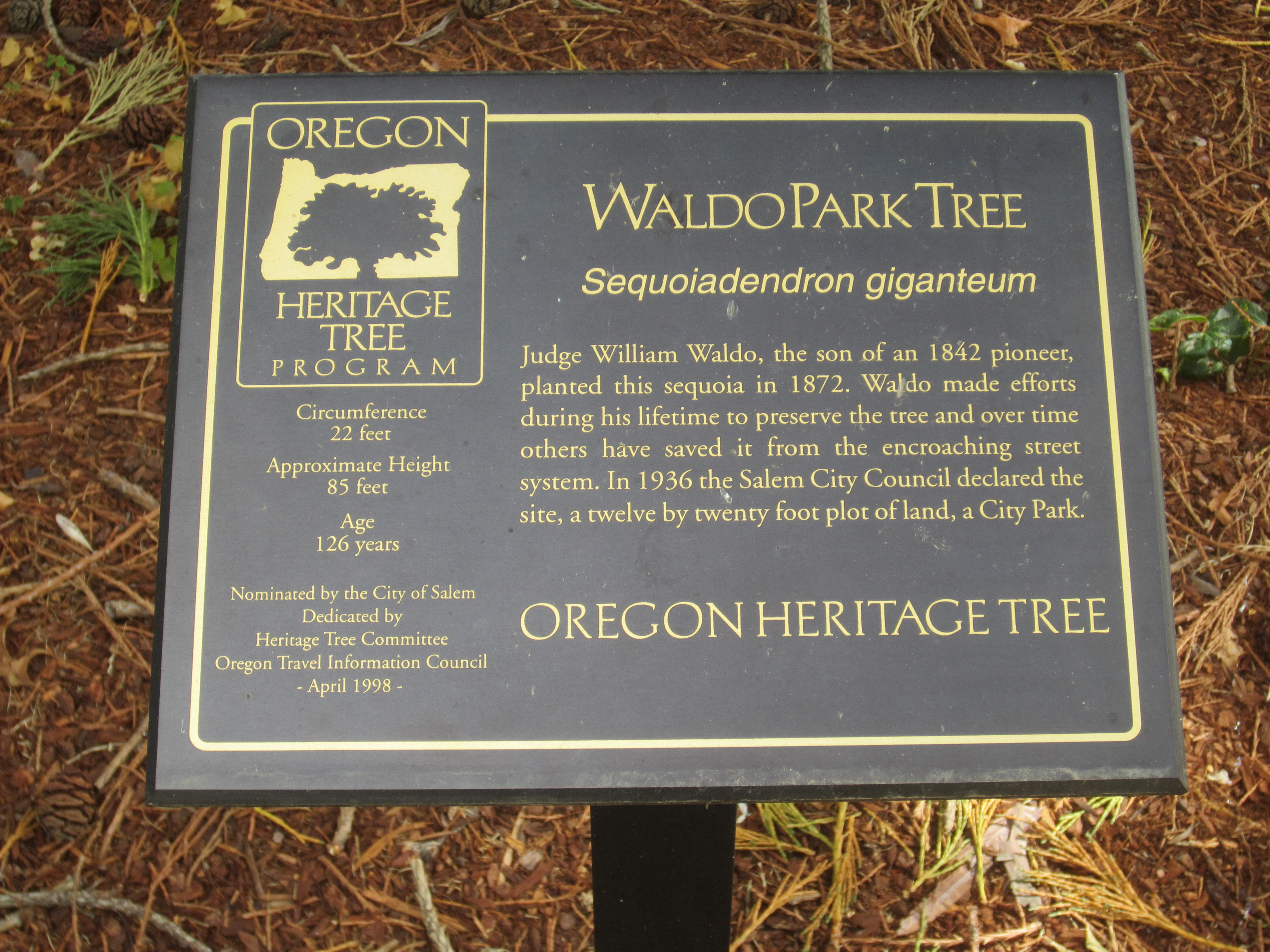

## الروابط الخارجية
- والدو بارك من مدينة سالم باركس